# Nicolaas Michajlovitsj van Rusland

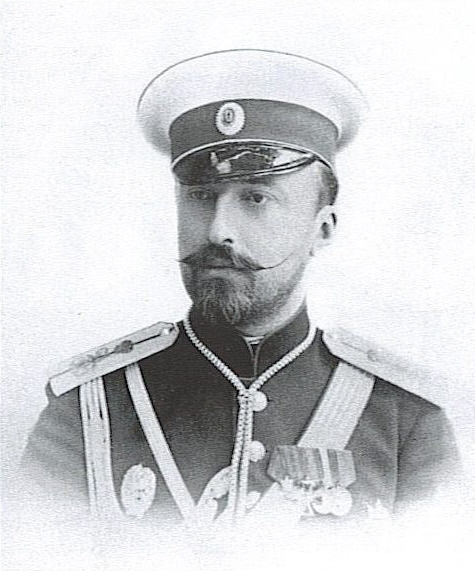
Grootvorst Nicolaas Michajlovitsj van Rusland

Nicolaas Michajlovitsj Romanov (Russisch: Великий князь Никола́й Миха́йлович Романов) (Tsarskoje Selo, 26 april 1859 – Sint-Petersburg, 30 januari 1919), grootvorst van Rusland, was de zoon van grootvorst Michael Nikolajevitsj en grootvorstin Olga Fjodorovna. Hij was dus een kleinzoon in mannelijke lijn van tsaar Nicolaas I. Nicolaas stond bekend als “de historische grootvorst” (vanwege zijn werk als historicus) of “oom Bimbo”. 

## Carrière
Nicolaas bracht zijn jeugd door in Tbilisi, Georgië, omdat zijn vader onderkoning van het Russische gedeelte van de Kaukasus was. Nadat hij in Tbilisi naar school was gegaan, stond hij in 1877 aan het hoofd van de Kaukasische Boogschutters, waarmee hij in de Russisch-Turkse Oorlog vocht. Toen zijn vader de functie van President van de Keizerlijke Raad kreeg, keerde het gezin terug naar Sint-Petersburg. De grootvorst werd toen aangesteld bij een regiment van wachten te paard. 
Nicolaas hield ervan om naar school te gaan en smeekte zijn vader hem naar een universiteit te sturen. Grootvorst Michael Nikolajevitsj ging hier echter niet op in. Om zijn vader een plezier te doen, trad Nicolaas toe tot een militaire academie, waar hij uitblonk in zijn studies. Het militaire leven was echter niets voor Nicolaas en hij hield er meer van om vlinders te bestuderen of historisch onderzoek te plegen. Tijdens zijn jeugd was hij vaak bezig met plantkunde en had hij een eerbiedwaardige verzameling zeldzame vlinders opgebouwd. Hij had zijn verzameling aan de Academie van Wetenschappen gegeven en publiceerde in dezelfde tijd een tiendelig boek getiteld “Lezing over de Lepidoptera”. Al snel kwam hij erachter dat hij toch meer geïnteresseerd was in historisch onderzoek en in 1890 publiceerde hij zijn eerste boek, dat ging over een Russische adellijke familie.
In 1905 verliet hij het leger, waarna hij zich volledig op zijn onderzoek kon richten. Tsaar Nicolaas II gaf hem voor zijn onderzoek onbeperkt toegang tot de koninklijke archieven en de koninklijke bibliotheek. Hij publiceerde al snel veel Russisch- en Franstalige boeken over de regering van tsaar Alexander I. Door dit werk verkreeg hij internationaal respect als historicus. Hij werd erelid van verschillende academies, waaronder ook buitenlandse.

## Familiezaken
Nicolaas Michajlovitsj werd verliefd op prinses Victoria van Baden. Zij was de dochter van groothertog Frederik I van Baden, de broer van Nicolaas’ moeder. Van een huwelijk is echter nooit sprake geweest, omdat de Russisch-orthodoxe Kerk huwelijken tussen neven en nichten verbood. Nicolaas hield erg veel van kinderen en ondanks dat hij nooit getrouwd is, werd gezegd dat hij verschillende bastaardkinderen had.
Nicolaas dreef zijn familie vaak tot wanhoop met ongepast gedrag. Hij hield bijvoorbeeld erg van gokken en bracht dan ook veel tijd door in Monte Carlo (hierdoor was hij de enige die aan het sterfbed van zijn vader in Cannes zat). Toch werd hij door hen liefkozend “oom Bimbo” genoemd en hadden ze een zwak voor zijn kinderlijke humor.
Nicolaas kwam graag voor zijn mening uit en een mening had hij overal wel over. Omdat hij deel uitmaakte van de hogere klassen, wist hij een aantal hooggeplaatste mensen met zijn kritiek te beïnvloeden. Tijdens de Eerste Wereldoorlog had de grootvorst openlijk kritiek op de Russische regering en het beleid van zijn neef Nicolaas Nikolajevitsj, die opperbevelhebber van het Russische leger was. Tsaar Nicolaas II verloor uiteindelijk zijn geduld en stuurde zijn oom Petrograd uit. Een paar maanden later, kort na het aftreden van de tsaar, keerde grootvorst Nicolaas terug. De bolsjewieken verbanden hem samen met zijn broer George Michajlovitsj en grootvorst Dimitri Konstantinovitsj naar de stad Vologda. Later werden ze terug naar Sint-Petersburg gebracht, waar ze op de St. Petrus en Paulusvesting in opdracht van Grigori Zinovjev om het leven werden gebracht. Nicolaas was toen 59 jaar oud.